# آرلی خوبر
آرلی خوبر (اسپانیایی: Arly Jover‎؛ زادهٔ ۲ مهٔ ۱۹۷۱) بازیگر اهل اسپانیا است.
از فیلم‌ها یا برنامه‌های تلویزیونی که وی در آن نقش داشته‌است، می‌توان به دختری با خالکوبی اژدها، امپراتوری گرگ‌ها، در میان موج‌ها، یک بیمار برجسته، دوش آوریل، چهار سگ در حال بازی پوکر و بلید اشاره کرد.